# Carina Karlsson
Pour les articles homonymes, voir Karlsson.
Carina Karlsson (née le 11 septembre 1963) est une joueuse de tennis suédoise, professionnelle du début des années 1980 à 1992.
Elle a atteint le 118e rang mondial en simple le 8 juin 1987 et le 83e en double le 31 août de la même année.
En 1984, issue des qualifications, elle a joué les quarts de finale à Wimbledon (battue par Chris Evert), non sans avoir éliminé Andrea Temesvári (alors tête de série numéro 15) au tour précédent. Il s'agit là de sa meilleure performance en simple dans une épreuve du Grand Chelem.

## Palmarès

### Titre en simple dames
Aucun

### Finale en simple dames
| No | Date       | Nom et lieu du tournoi            | Catégorie | Dotation | Surface         | Vainqueure       | Score    |          |
| -- | ---------- | --------------------------------- | --------- | -------- | --------------- | ---------------- | -------- | -------- |
| 1  | 04-11-1985 | Hewlett-Packard Trophy, Hilversum |           | 75 000 $ | Moquette (int.) | Katerina Maleeva | 6-3, 6-2 | Parcours |

### Titre en double dames
Aucun

### Finale en double dames
| No | Date       | Nom et lieu du tournoi      | Catégorie | Dotation  | Surface    | Vainqueures                 | Partenaire          | Score    |          |
| -- | ---------- | --------------------------- | --------- | --------- | ---------- | --------------------------- | ------------------- | -------- | -------- |
| 1  | 14-10-1985 | Porsche Classic Filderstadt |           | 175 000 $ | Dur (int.) | Hana Mandlíková Pam Shriver | Tine Scheuer-Larsen | 6-2, 6-1 | Parcours |

## Parcours en Grand Chelem

### En simple dames
| Année | Open d'Australie (janvier) | Open d'Australie (janvier) | Internationaux de France | Internationaux de France | Wimbledon       | Wimbledon       | US Open         | US Open         | Open d'Australie (décembre) | Open d'Australie (décembre) |
| ----- | -------------------------- | -------------------------- | ------------------------ | ------------------------ | --------------- | --------------- | --------------- | --------------- | --------------------------- | --------------------------- |
| 1983  | n/a                        | n/a                        | 1er tour (1/64)          | Steffi Graf              | -               | -               | -               | -               | -                           | -                           |
| 1984  | n/a                        | n/a                        | 1er tour (1/64)          | Bettina Bunge            | 1/4 de finale   | Chris Evert     | 1er tour (1/64) | Patty Fendick   | 1er tour (1/32)             | Rosalyn Fairbank            |
| 1985  | n/a                        | n/a                        | 2e tour (1/32)           | Sandra Cecchini          | 1er tour (1/64) | Lea Plchová     | 1er tour (1/64) | Raffaella Reggi | 1er tour (1/32)             | Gigi Fernández              |
| 1986  | n/a                        | n/a                        | 1er tour (1/64)          | Laura Garrone            | 1er tour (1/64) | Raffaella Reggi | 2e tour (1/32)  | Elna Reinach    | n/a                         | n/a                         |
| 1987  | 1er tour (1/64)            | Cammy MacGregor            | 4e tour (1/8)            | Arantxa Sánchez          | 1er tour (1/64) | Julie Salmon    | -               | -               | n/a                         | n/a                         |

À droite du résultat, l’ultime adversaire.

### En double dames
| Année | Open d'Australie (janvier)  | Open d'Australie (janvier) | Internationaux de France      | Internationaux de France  | Wimbledon                   | Wimbledon                | US Open                      | US Open                   | Open d'Australie (décembre)  | Open d'Australie (décembre) |
| ----- | --------------------------- | -------------------------- | ----------------------------- | ------------------------- | --------------------------- | ------------------------ | ---------------------------- | ------------------------- | ---------------------------- | --------------------------- |
| 1985  | n/a                         | n/a                        | 1er tour (1/32) Tine Scheuer  | Rene Blount Diane Farrell | 2e tour (1/16) Tine Scheuer | Kathy Jordan E. Smylie   | 2e tour (1/16) Tine Scheuer  | Bettina Bunge Eva Pfaff   | 1er tour (1/16) M. Lindström | Jenny Byrne J. Thompson     |
| 1986  | n/a                         | n/a                        | 1er tour (1/32) Tine Scheuer  | Amy Holton Y. Vermaak     | 2e tour (1/16) Tine Scheuer | Elise Burgin R. Fairbank | 1er tour (1/32) Tine Scheuer | H. Mandlíková W. Turnbull | n/a                          | n/a                         |
| 1987  | 1er tour (1/16) Henricksson | Kohde-Kilsch Helena Suková | 1er tour (1/32) Nicole Provis | C. Lindqvist Tine Scheuer | 1er tour (1/32) R. Reggi    | Henricksson Van Nostrand | -                            | -                         | n/a                          | n/a                         |

Sous le résultat, la partenaire ; à droite, l’ultime équipe adverse.

### En double mixte
| Année | Open d'Australie (janvier), | Open d'Australie (janvier), | Internationaux de France    | Internationaux de France   | Wimbledon                  | Wimbledon           | US Open | US Open | Open d'Australie (décembre), | Open d'Australie (décembre), |
| 1985  | n/a                         | n/a                         | 2e tour (1/16) H. Simonsson | Andrea Leand Matt Mitchell | 1er tour (1/32) S. Hermann | Naoko Sato J. Smith | -       | -       | n/a                          | n/a                          |

Sous le résultat, le partenaire ; à droite, l’ultime équipe adverse.

## Parcours en Coupe de la Fédération
| #                                                                      | Date       | Lieu      | Surface      | Gagnante(s)                  | Perdante(s)                   | Score         |          |
|                                                                        |            |           |              |                              |                               |               |          |
| 1984 - 1er tour (groupe mondial) - Brésil - Suède - 1 : 2              |            |           |              |                              |                               |               |          |
| 1                                                                      | 16/07/1984 | São Paulo | Terre (ext.) | Carina Karlsson              | Cláudia Monteiro              | 6-4, 6-4      | Parcours |
| 1                                                                      | 16/07/1984 | São Paulo | Terre (ext.) | Pat Medrado Cláudia Monteiro | Catrin Jexell Carina Karlsson | 6-2, 6-4      | Parcours |
|                                                                        |            |           |              |                              |                               |               |          |
| 1984 - 2e tour (groupe mondial) - Allemagne de l'Ouest - Suède - 2 : 1 |            |           |              |                              |                               |               |          |
| 2                                                                      | 16/07/1984 | São Paulo | Terre (ext.) | Petra Keppeler               | Carina Karlsson               | 6-4, 3-6, 6-1 | Parcours |
| 2                                                                      | 16/07/1984 | São Paulo | Terre (ext.) | Sylvia Hanika Petra Keppeler | Catrin Jexell Carina Karlsson | 6-3, 6-4      | Parcours |
|                                                                        |            |           |              |                              |                               |               |          |
| 1985 - 1er tour (groupe mondial) - Canada - Suède - 2 : 1              |            |           |              |                              |                               |               |          |
| 3                                                                      | 08/10/1985 | Nagoya    | Dur (ext.)   | Jane Young                   | Carina Karlsson               | 7-5, 6-1      | Parcours |
|                                                                        |            |           |              |                              |                               |               |          |
| 1987 - 1er tour (groupe mondial) - Suède - Tchécoslovaquie - 0 : 3     |            |           |              |                              |                               |               |          |
| 4                                                                      | 28/07/1987 | Vancouver |              | Helena Suková                | Carina Karlsson               | 6-4, 6-4      | Parcours |

## Classements WTA

### Classements en simple en fin de saison
| Année | 1986 | 1987 | 1991 |
| Rang  | 134  | 132  | 760  |

Source : (en) « Classements de Carina Karlsson », sur le site officiel du WTA Tour

### Classements en double en fin de saison
| Année | 1986 | 1987 |
| Rang  | 104  | 98   |

Source : (en) « Classements de Carina Karlsson », sur le site officiel du WTA Tour